# Torreblacos
Torreblacos ist ein Ort und eine Gemeinde (municipio) mit nur noch 26 Einwohnern (Stand: 2024) im Zentrum der spanischen Provinz Soria in der Autonomen Gemeinschaft Kastilien-León. Der Ort gehört zur bevölkerungsarmen Serranía Celtibérica

## Lage und Klima
Der Ort Torreblacos liegt bei der Einmündung des Río Milanos in den Río Abión im Zentrum der Provinz Soria in einer Höhe von ca. 970 m. Die Entfernung zur nordöstlich gelegenen Provinzhauptstadt Soria beträgt knapp 38 km (Fahrtstrecke), die Kleinstadt El Burgo de Osma liegt etwa 20 km südwestlich und der sehenswerte Ort Calatañazor ist nur gut 9 km in nordöstlicher Richtung entfernt. Das Klima ist wegen der Höhenlage eher gemäßigt; Regen (ca. 485 mm/Jahr) fällt hauptsächlich im Winterhalbjahr.

## Bevölkerungsentwicklung
| Jahr      | 1857 | 1900 | 1950 | 2000 | 2019 |
| Einwohner | 266  | 274  | 205  | 37   | 25   |

Die zunehmende Mechanisierung der Landwirtschaft sowie die Aufgabe von bäuerlichen Kleinbetrieben („Höfesterben“) und der daraus resultierende Verlust an Arbeitsplätzen haben in hohem Maße zu dem deutlichen Bevölkerungsrückgang seit der Mitte des 20. Jahrhunderts beigetragen (Landflucht).

## Wirtschaft
Die in früheren Zeiten überwiegend zum Zweck der Selbstversorgung betriebene Landwirtschaft bildet noch heute die Lebensgrundlage der Bevölkerung. In den umliegenden Wäldern wurde Holzkohle (carbón vegetal) hergestellt. Heute spielt der Tourismus in Form der Vermietung von Ferienwohnungen (casas rurales) eine nicht unbedeutende Rolle für die Einnahmen des Ortes.

## Geschichte
Keltische, römische, westgotische und selbst maurische Spuren fehlen. Wahrscheinlich wurde das hoch gelegene Gebiet bereits seit altersher als Sommerweide genutzt; die eigentliche Gründung des Ortes dürfte jedoch auf die Zeit nach der Rückeroberung (reconquista) und Neu- oder Wiederbesiedlung (repoblación) im 10./11. und im 12./13. Jahrhundert zurückgehen.

## Sehenswürdigkeiten
- Das Ortsbild ist geprägt von mehreren Fachwerkbauten mit Lehm- oder Steinfüllungen.
- Die einschiffige und von einem Glockengiebel (espadaña) überhöhte Iglesia del Apóstol San Pablo y de San Acacio hat romanische Ursprünge, doch wurde sie im 16./17. Jahrhundert tiefgreifend verändert. Das romanische Archivoltenportal auf der Südseite ist erhalten geblieben.
- Die Ermita de la Virgen de los Dolores befindet sich im Ortszentrum.